# Ohne Liebe ist das Leben leer
Ohne Liebe ist das Leben leer ist ein US-amerikanischer Zeichentrick-Kurzfilm von Friz Freleng aus dem Jahr 1945. Der Film zeigte erstmals den Kater Sylvester, der zusammen mit einem Tweety-ähnlichen Vogel auftrat.

## Handlung
Ein Unzertrennlicher wird von seiner Frau aus dem gemeinsamen Vogelkäfig geworfen. Da er nicht ohne Liebe leben will, plant er Suizid – und da er sich nicht erschießen, vom Hochhaus stürzen oder von einer Eisenbahn überfahren lassen will, will er sich von einer Katze fressen lassen.
Ein schwarz-weißer Kater sammelt in der Nähe gerade Speisereste in Mülltonnen und ist begeistert, als der Vogel ihn lockt. Der wiederum wartet mit verbundenen Augen auf den herannahenden Kater, der misstrauisch wird: Ein Vogel, der nicht flieht, muss vergiftet sein. Der Kater weigert sich nun standhaft, den Vogel zu fressen, der trotz verschiedener Tricks zwar im Katzenmaul landet, jedoch stets wieder ausgespuckt wird. Erst, als ein Radiosprecher verschiedene Speisen anpreist und der Kater immer hungriger wird, willigt er ein, den Vogel zu fressen. Der wiederum erhält prompt ein Telegramm von seiner Frau, das Versöhnung verheißt, und will nun gar nicht mehr verspeist werden. Eine Jagd beginnt, die der Kater verliert. Der Vogel kehrt heim und findet hier überraschenderweise seine garstige Frau vor, die im Telegramm eigentlich versprochen hatte, zu ihrer Mutter zu ziehen. Sofort eilt der Vogel wieder fort und ruft nun vergeblich nach dem Kater.

## Produktion
Ohne Liebe ist das Leben leer kam am 24. März 1945 als Teil der Warner-Bros.-Trickfilmserie Merrie Melodies in die US-amerikanischen Kinos.

## Synchronisation
| Rolle            | Originalsprecher |
| ---------------- | ---------------- |
| Sylvester        | Mel Blanc        |
| Unzertrennlicher | Mel Blanc        |
| Radioansager     | Danny Webb       |

## Auszeichnungen
Ohne Liebe ist das Leben leer wurde 1946 für einen Oscar in der Kategorie „Bester animierter Kurzfilm“ nominiert, konnte sich jedoch nicht gegen Tom der Nachtwächter durchsetzen.